# بول كوهين (عالم رياضيات)
بول جوزيف كوهين (بالإنجليزية: Paul Joseph Cohen) هو عالم رياضيات أمريكي.

## وصلات خارجية
- بول كوهين على موقع الموسوعة البريطانية (الإنجليزية)